# あづみ昌宏
あづみ 昌宏（あづみ まさひろ〈旧芸名：田中 昌宏〔たなか まさひろ〕〉、1960年12月21日 - ）は、神奈川県出身の日本の俳優。宝井プロジェクト所属。身長173 cm。体重63 kg。特技は日舞、落語、トランペット。趣味はテニス、アロマテラピー、神社仏閣巡り。

## 出演

### テレビドラマ
- 「さわやか3組」（NHK教育テレビ） - 父親 役
- 「警視庁捜査一課9係」（テレビ朝日） - スーパーの店長 役
- 「LOVE&PEACE」（1998年4月18日 - 7月4日、日本テレビ）
- 「ガリレオ」第9話（2007年12月10日、フジテレビ） - 不動産屋 役
- 「無理な恋愛」第4話（2008年4月29日、フジテレビ） - 生物学者 役
- 「パンドラ」最終話（2008年5月25日、WOWOW） - 銀行員 役
- 「コード・ブルー -ドクターヘリ緊急救命- 新春スペシャル『-明日への別れ-』」（2009年1月10日、フジテレビ） - タクシーの運転手 役
- 「就活のムスメ」（2009年3月27日、テレビ朝日） - 警備員 役
- 「華麗なるスパイ」第1話（2009年7月18日、日本テレビ） - バスの運転手 役
- 「天使の代理人」第8話・第13話・第15話・第16話・第18話・第19話・第21話・第22話・第23話・第24話・第26話・第27話・第29話・第30話・第32話・第33話・第35話 - 第38話（2010年9月15日・9月22日・9月24日・9月27日・9月29日・9月30日・10月4日 - 10月7日・10月12日・10月13日・10月15日・10月18日・10月20日・10月21日・10月25日 - 10月28日、フジテレビ） - マスター 役
- 「パーフェクト・リポート」第7話（2010年11月28日、フジテレビ）
- 「幸せになろうよ」最終話（2011年6月27日、フジテレビ） - GATEスポーツクラブの面接官 役
- 「俺の空 刑事編」第1話・第2話（2011年10月16日・10月23日、テレビ朝日） - 綾香の父親 役
- 「ラストマネー -愛の値段-」第6話（2011年10月18日、NHK）
- 「世にも奇妙な物語」（フジテレビ）
  - 「2011年 秋の特別編『いじめられっこ』」（2011年11月26日） - 男 役
  - 「2014年 秋の特別編『ファナモ』」（2014年10月18日） - 温子の父 役
- 土曜ワイド劇場「西村京太郎トラベルミステリー」（テレビ朝日）
  - 第57作（2012年1月28日） - 車掌 役
  - 第59作（2013年1月5日） - 川島の上司 役
- 「早海さんと呼ばれる日」第4話（2012年2月5日、フジテレビ） - 面接官 役
- 「スイッチガール!!」最終話（2012年2月18日、フジテレビTWO）
- 「息もできない夏」第8話（2012年8月28日、フジテレビ）
- 「東京全力少女」第2話（2012年10月17日、日本テレビ）
- 「シングルマザーズ」第4話・第5話（2012年11月13日・11月20日、NHK）
- 「カラマーゾフの兄弟」第10話（2013年3月16日、フジテレビ） - 医者 役
- 「幽かな彼女」第2話・第9話・第10話（2013年4月16日・6月4日・6月11日、フジテレビ） - 弁護士 役
- 「よろず占い処 陰陽屋へようこそ」第4話（2013年10月29日、フジテレビ） - 教授 役
- 「相棒」
  - 第12シリーズ 第10話（2014年1月1日、テレビ朝日） - 取集係 役
  - 第21シリーズ（2023年） - 桑村真琴所長 役
- 金曜プレステージ「警視庁総務部縁結び課桜井はなの事件ファイル」（2014年5月16日、フジテレビ） - 荒井 役
- 「流星ワゴン」第1話・最終話（2015年1月18日・3月22日、TBS） - 部下 役
- 「私の街も戦場だった」（2015年3月9日、TBS）
- 「HEAT」第8話・最終話（2015年8月25日・9月1日、フジテレビ）
- 「無痛〜診える眼〜」第3話（2015年10月21日、フジテレビ） - 精神科医 役
- 「MARS〜ただ、君を愛してる〜」第2話 - 第4話・第9話・最終話（2016年1月31日 - 2月14日・3月20日・3月27日、日本テレビ） - 数学教師 役
- 月曜名作劇場「駅弁刑事・神保徳之助」第11作（2017年1月30日、TBS） - 寺の看守 役
- 「ブラックペアン」第1話（2018年4月22日、TBS） - 警備員 役
- 「○○な人の末路」第1話・第2話・第6話・第9話・最終話（2018年4月24日・5月1日・5月29日・6月19日・6月26日、日本テレビ） - 戸塚利文 役
- 「ヘッドハンター」第6話（2018年5月21日、テレビ東京） - サラリーマン 役
- 「ストロベリーナイト・サーガ」第5話（2019年5月9日、フジテレビ） - マジック用品店店長 役
- 「4分間のマリーゴールド」第2話（2019年10月18日、TBS）[3]
- 「トップリーグ」第5話（2019年11月2日、WOWOW） - 司会者 役[4]
- 「絶対零度〜未然犯罪潜入捜査〜」第6話（2020年2月10日、フジテレビ） - 精神科医 役
- 「未解決の女 警視庁文書捜査官」第2シリーズ 第6話（2020年9月10日、テレビ朝日） - 医師 役[5]
- 「知ってるワイフ」第1話（2021年1月7日、フジテレビ） - 建石 役
- 「最高のオバハン 中島ハルコ」第5話（2021年5月9日、フジテレビ） - 丹羽丈弘 役[6][7]
- 「彼女はキレイだった」第1話（2021年7月6日、フジテレビ）  - 愛の上司 役[8]
- 「サレタガワのブルー」第7話（2021年8月25日、TBS） - 藍子の父親 役[9]
- 「日本沈没-希望のひと-」第7話（2021年11月28日、TBS）[10]
- 「六本木クラス」 第1話（2022年7月7日、テレビ朝日）[11]

### 配信ドラマ
- 「純喫茶に恋をして」第12話（2021年3月1日、フジテレビ） - マスター 役[12]

### 映画
- 「赤い糸」（2008年12月20日） - スーパーの店長 役
- 「K-20 怪人二十面相・伝」（2008年12月20日） - レポーター 役
- 「花ゲリラ」（2009年1月24日） - 会社員 役
- 「ハゲタカ」（2009年6月6日） - 新聞記者 役
- 「相棒 -劇場版III- 巨大密室! 特命係 絶海の孤島へ」（2014年4月26日） - 人事課長 役
- 「寄生獣 完結編」（2015年4月25日） - 有識者 役
- 「MARS〜ただ、君を愛してる〜」（2016年6月18日） - 数学教師 役

### その他
- 「痛快TV スカッとジャパン」（フジテレビ）
  - 第31回（2015年10月12日）
  - 第112回（2017年12月18日）
  - 第151回（2018年12月17日）[13]
  - 第208回（2020年6月29日）[14]
  - 第237回（2021年4月19日）[15]
- 「ネタパレ」（2019年10月11日、フジテレビ）[16]
- 「かまいガチ」（2021年4月10日・4月15日、テレビ朝日）[17]

### CM
- スタッフサービス（2017年） - 部長 役[18]